# Aaron Russell
Aaron Russell (Baltimore, 4 de junho de 1993) é um jogador de voleibol norte-americano que atua na posição de ponteiro.

## Carreira

### Clube
A carreira de Russell começou no Programa de Voleibol de Maryland, um programa de educação juvenil. Frequentou a Centennial High School, mas como não havia um programa de voleibol masculino, ajudava a equipe feminina durante os treinos. De 2012 a 2015 jogou no voleibol universitário, participando da NCAA Division I com a Universidade Estadual da Pensilvânia.
Em 2015 assinou o seu primeiro contrato profissional com o Sir Safety Conad Perugia para disputar o campeonato italiano. Com o novo clube, por durante três temporadas, conquistou um título do Campeonato Italiano, uma Copa Itália e uma Supercopa Italiana. Em 2018 se transferiu para o Itas Trentino, com a qual conquistou o título da Copa CEV de 2018–19 e o Campeonato Mundial de Clubes de 2018, sendo eleito neste último, o melhor jogador da competição.
Na temporada 2020–21 foi anunciado como o novo reforço do Gas Sales Bluenergy Piacenza, permanecendo no clube por duas temporadas. Após atuar por sete anos no voleibol italiano, o ponteiro se mudou para o continente asiático para compor o elenco do JT Thunders Hiroshima no campeonato japonês.

### Seleção
Russell integrou a seleção que foi vice-campeã do Campeonato NORCECA Sub-19 em 2010, sendo eleito o melhor bloqueador do torneio. No ano seguinte conquistou a medalha de bronze na Copa Pan-Americana Sub-19. Com a seleção sub-21, terminou em 11º no Campeonato Mundial de 2013, sediado na Turquia.
Estreou em 2014 na seleção adulta dos Estados Unidos no torneio qualificatório da NORCECA para o Campeonato Mundial, e depois conquistou a medalha de bronze na Liga Mundial de 2015, além título na Copa do Mundo de 2015. Russell integrou a delegação norte-americana nos Jogos Olímpicos no Rio de Janeiro, onde conquistou a medalha de bronze após vitória por 3 sets a 2 contra a seleção russa. No ano seguinte conquistou o ouro no Campeonato NORCECA de 2017, sendo eleito um dos melhores ponteiros do torneio.
Em 2018, na Liga das Nações e no Campeonato Mundial, conquistou duas medalhas de bronze com a seleção norte-americana. Em 2019 foi vice-campeão da segunda edição da Liga das Nações, além do terceiro lugar na Copa do Mundo. Em 2022, foi vice-campeão da Liga das Nações após derrota para a seleção francesa.

## Títulos
Sir Safety Conad Perugia
- Campeonato Italiano: 2017–18
- Copa Itália: 2017–18
- Supercopa Italiana: 2017

Itas Trentino
- Mundial de Clubes: 2018
- Copa CEV: 2018–19

Warta Zawiercie
- Supercopa Polonesa: 2024

Seleção dos Estados Unidos
- Campeonato NORCECA Sub-19: 2010
- Copa Pan-Americana Sub-19: 2011

## Clubes
| Anos      | Clube                        |
| --------- | ---------------------------- |
| 2015–2018 | Sir Safety Conad Perugia     |
| 2018–2020 | Itas Trentino                |
| 2020–2022 | Gas Sales Bluenergy Piacenza |
| 2022–2024 | JT Thunders Hiroshima        |
| 2024–     | Aluron CMC Warta Zawiercie   |

## Prêmios individuais
- 2016: Jogos Olímpicos – Melhor ponteiro
- 2017: Campeonato NORCECA – Melhor ponteiro
- 2017: Supercopa Italiana – MVP
- 2018: Campeonato Mundial de Clubes – MVP
- 2024: Supercopa Polonesa – MVP